# ジジ・ぶぅ
ジジ・ぶぅ（1956年10月21日 - ）は、日本のお笑い芸人、俳優。
神奈川県小田原市出身。WAHAHA本舗所属。身長173cm、体重75kg。

## 来歴・人物
かつては劇団で役者として活動、未来劇場に4年間、スーパー・エキセントリック・シアター（SET）に2年間、ページワンに3年間それぞれ在籍。『ママとあそぼう!ピンポンパン』（フジテレビ系）にて『虫歯仮面』、『ライオンのいただきます』にてライオンちゃんのそれぞれのスーツアクターの着ぐるみで出演していたこともあった。
1999年にお笑いコンビ『フロントページ』（松竹芸能に在籍していたコンビ『フロントページ』とは別）を結成。フロントページは2004年4月に解散。その同じ年の11月にWAHAHA商店に入る。商店入りした時に芸名は喰始が付け、当初はロバート・デ・ニーロと高木ブーを意識したという『勝俣・じじ・ブー』（ロバート・デ・ニーロとは「・」（中黒）が2つ入ることのみ共通）、その後『じじ・ブー』→『ジジ・ぶぅ』となる。
同じWAHAHA本舗所属の猫ひろしの付き人をしていたことがあり、その時の給料は猫の小遣いから支払われていた。その猫とは『猫ジジ』というコンビを組んで、これまで各ライブ出演やM-1グランプリ出場などで活動している。M-1には、この他にも2009年には女優の白川和子とコンビ『50・60これからだ』を組んで出場した。
実年齢とはかけ離れた老け顔が特徴。白髪まじりで、芸名通り老人然とした風貌であるが、本人曰く「若手芸人」。テレビ出演は少なく、もっぱら舞台が多い。また俳優活動も継続している。趣味は料理。アルバイトもしているが年齢もあって長続きせず、苦労している様子がブログでたびたび記されている。「マンション購入の順番待ち」から「遺体清掃員」、「バキュームカー洗浄」まで、50年間で様々なバイトを経験した。また、実家からは芝居を始めたことで勘当されて追い出され、後にホームレス生活を経験、当時公園で暮らしていた時に自分がいつも残飯漁りをしていたゴミ籠を公園のカラスに荒らされているのに怒り投石して捕まえ、毛をむしって茹でて食べたこともあった（本人曰く「すごく不味かった」とのこと）。
とんねるずのバラエティー番組内企画でワハハ本舗全員で出演した折に石橋貴明と話したいのか視線を送り続けていたら、石橋に「この人は街で出会ったら決して目を合わせちゃいけない人だ…」と評されたことがある。

## 芸風
漫談では、これまでに「金が無い」ことや、中年の悲哀をネタにしたものなどを演じて来ている。出囃子に、橋幸夫の『あの娘と僕～スイム・スイム・スイム～』を使うことがある。なお、ネタでは「ホームレスから芸人になった」（上述の通り）ことを話すことがある。
『猫ジジ』では、相方の猫の芸風に合わせる形が多い（「ラッセーラー、ラッセーラー!」に対し「リストラー、リストラー!」、「ポーツマス、ポーツマス!」に対し「ホームレス、ホームレス!」など）。衣装も猫の「猫魂」に対し「爺塊」（じじいかたまり）と書かれたTシャツを着ている。

## 出演

### テレビ
- なっちゃんの写真館（NHK総合テレビ）
- 草野☆キッド（テレビ朝日）
- 森田一義アワー 笑っていいとも!（フジテレビ）
- 神さまぁ〜ず（TBSテレビ） - 2008年3月11日、「不幸の神さま」で出演
- 爆笑レッドカーペット（フジテレビ）キャッチコピーは「50歳の応援団」
- ウルトラゾーン（tvkほか）

### テレビドラマ
- 美少女戦麗舞パンシャーヌ 奥様はスーパーヒロイン!（テレビ東京） - 番長怪人（新庄一郎） 役
- リバースエッジ 大川端探偵社（テレビ東京） - 第1話（北村）役
- 孤独のグルメ Season4 第12話（2014年9月24日、テレビ東京） - 男性一人客 役
- 無痛〜診える眼〜（フジテレビ） - 第2話 工藤一尊 役
- 水曜ミステリー9 犯罪科学分析室 電子の標的2（テレビ東京） - ホームレス 役
- 男と女のミステリー時代劇（2016年） ‐ 池田屋清兵衛 役
- 今夜はコの字で Season1（2020年） - オカさん 役
- 最愛 （2021年10月 - 12月、TBS） - 峰さん（もんじゃ屋） 役
- 合理的にあり得ない 〜探偵・上水流涼子の解明〜（2023年、関西テレビ・フジテレビ） - 第5話 漁師 役
- ビリオン×スクール 第8話（2024年8月23日、フジテレビ） - 爆弾を渡す老人 役[6]
- Dr.アシュラ 第10話（2025年6月18日、フジテレビ） - ホームレス・森 役[7]

### CM
- 静岡新聞SBS 超ドS「静岡兄弟」篇（2016年7月 - ）

### 映画
- 名探偵 一日市肇（2001年）
- 地獄甲子園（2002年）
- ババアゾーン（2002年）
- 冬の幽霊たち ウィンターゴースト（2004年）
- 東京残酷警察（2008年）
- 非女子図鑑『魁!!みっちゃん』（2009年5月30日） - タナカ 役
- 吸血少女対少女フランケン（2009年）
- 長髪大怪獣ゲハラ（2009年）
- 戦闘少女 血の鉄仮面伝説（2011年5月22日） - 篠田総理大臣 役
- デッド寿司（2013年1月19日） - 吾郎 役
- 凶悪（2013年9月21日） - 牛場悟 役
- ヌイグルマーZ（2014年1月25日） - ハジメ 役

### オリジナルビデオ
- 女子高生のはらわた（2012年）